# Amalarik
Amalarik je bio sin vizigotskog kralja Alarika II. i Teogedote, kćerke ostrogotskog kralja Teodorika Velikog i njegove prve žene. Amalarik je još bio dijete kad mu je otac poginio 507. godine, te je do 526. godine u njegovo ime vladao njegov djed, Teodorik Veliki. Samostalno je počeo vladati 526. godine, a vladao je dok nije ubijen 531. godine.

## Život
Kada je Alarik poginuo 507. godine, na njegovo mjesto je izabran njegov nezakoniti sin, Gesalek, a Amalarik je bio odveden na sigurno u Hispaniju. Gesalek je nastavio borbu protiv Franaka, ali nije imao mnogo uspjeha, jer je 511. ubijen. Nakon njegove smrti, vizigotskim kraljevstvom je vladao Teodorik Veliki u ime svog maloljetnog unuka Amalarika, a preko svog doregenta Teudisa, ostrogotskog plemića. Godine 522. mladi Amalarik je bio proglašen kraljem, a četiri godine kasnije, nakon Teodorikove smrti, preuzeo je potpunu vlast nad Vizigotskim kraljevstvom u Hispaniji i Septimaniji, a Provansu je dao na upravljanje svom rođaku, novom ostrogotskom kralju Atalariku. 
Oženio se Klotildom, kćerkom franačkog kralja, Klodovika. Međutim, Amalarik ju je zlostavljao i prisiljavao da prihvati arijanizam i odrekne se kršćanstva, vjere koju je njen otac nedugo prije prihvatio kao službenu vjeru Franačkog kraljevstva, što je izazvalo franačku intervenciju. Amalarik je poražen u Narbonu 531., odakle je pobjegao u Barcelonu, gdje su ga ubili njegovi ljudi.